# Lucius Æmilius Paullus (consul en -50)
Pour les articles homonymes, voir Aemilius Paullus.
Lucius Aemilius Paullus est un homme politique de la fin de la République romaine, vivant au Ier siècle av. J.-C., frère du triumvir Lépide.

## Famille
Il naît vers 93 av. J.-C.
Il est membre des Aemilii Lepidi, branche de la gens patricienne des Aemilii qui apparaît au IIIe siècle av. J.-C., avec le consulat de Marcus Aemilius Lepidus en 285 av. J.-C. Les Aemilii ont des consuls dès le Ve siècle av. J.-C. et représente l'une des familles les plus importantes et les plus influentes de l’histoire romaine.
Son père est Marcus Æmilius Lepidus, un proche des partisans de Caius Marius qui s'est rallié à Sylla. Il est élu consul aux côtés de Quintus Lutatius Catulus en 78. Il est déclaré « ennemi public » par un senatus consultum ultimum puis vaincu alors qu'il marche sur Rome en 77, alors que Paullus a environ 16 ans. Sa mère est une Appuleia de la gens des Appuleii. Son frère cadet est le futur triumvir Lépide.
Son épouse est inconnue. Il a un fils, Lucius Aemilius Lepidus Paullus, consul en 34, censeur en 22 et marié à Claudia Marcella, la nièce de l'empereur Auguste, dont c'est le troisième époux.

## Biographie
Il soutient Cicéron pendant la conjuration de Catilina en 63. Il gravit les échelons du cursus honorum à partir de 59 jusqu'à son consulat en 50 : questeur en 59, édile en 55 et préteur en 53.
Pendant son édilité, Paullus est décidé à restaurer la basilique familiale mais aussi à reconstruire la basilique Sempronia en l'absence d'héritiers de la famille Sempronia-Gracchi, et obtient du Sénat l'autorisation nécessaire. Mais il n'a pas d'argent pour mener à bien ces deux projets de prestige sur le Forum Romanum, alors Jules César lui donne l'argent nécessaire à condition que la reconstruction de la basilique Sempronia soit faite au nom de César, devenant la basilique Julia.
| Vicus · Iugarius Vicus · Tuscus Sacra · Via Rostres Graecostasis Comitium Lacus · Servilius Vélabre Subure Arc de · Fabius Puteal · Libonis Tribunal · Aurelium Basilique · Sempronia Tabularium Temple de · la Concorde Temple de · Castor Fontaine de Juturne Temple de · Vesta Regia Basilique · Fulvia puis Æmilia Sanctuaire de Vénus Cloacina Lacus Curtius Temple de · Saturne Curie · Hostilia Basilique · Porcia Tullianum Senaculum Autel de · Saturne Mundus Volcanal Basilique · Opimia |

| Clivus · Capitolinus Vicus · Tuscus Sacra · Via Vélabre Forums · impériaux Basilique · Julia Temple de · Castor Fontaine de Juturne Temple de · Vesta Regia Basilique · Æmilia Sanctuaire de Vénus Cloacina Lacus Curtius Temple · de César Temple · d'Antonin · et Faustine Arc · d'Auguste Curie · Julia Temple de · Saturne Tabularium Carcer Temple de · la Concorde Temple de · Vespasien Portique des · Dieux · Conseillers Rostres Arc de · Septime Sévère Umbilicus Urbis Rostres · de César Lapis niger Milliaire d'or Arc de · Tibère |

Devenu partisan de César, il est donc consul en 50 aux côtés de Caius Claudius Marcellus, un opposant au proconsul des Gaules. Avec le tribun de la plèbe Curion, Paullus soutient la cause de César face à son collègue, qui soutient Pompée. Cela débouchera l'année suivante sur la guerre civile de César.
Lié aux « Républicains » et à Marcus Junius Brutus après l'assassinat de Jules César, il vote la motion faisant de son frère Lépide un « ennemi public » et est un opposant au second triumvirat, ce qui lui vaut d'être inscrit en premier sur la liste des proscrits de 43.
Il parvient à s'échapper, probablement avec l'accord voir l'aide tacite de son frère,, puis est amnistié à la suite de la paix de Misène en 39 et finit sa vie à Milet.